# Lulu on the Bridge
Pour plus de détails, voir Fiche technique et Distribution.
Lulu on the Bridge est un film américain réalisé par Paul Auster, sorti en 1998.

## Synopsis
Le film fait vivre le parcours d'un saxophoniste de jazz à la suite d'une fusillade dans un club où il était en train de se produire. Dès ce moment, malgré les apparences, l'ordre normal des choses se décompose...

## Fiche technique
- Titre : Lulu on the Bridge
- Titre québécois : Lulu sur le pont
- Réalisation : Paul Auster
- Scénario : Paul Auster
- Production : Jane Barclay, Ira Deutchman, Sharon Harel, Greg Johnson, Amy J. Kaufman et Peter Newman
- Sociétés de production : Capitol Films et Redeemable Features
- Musique : John Lurie et Graeme Revell
- Photographie : Alik Sakharov
- Montage : Tim Squyres
- Décors : Kalina Ivanov
- Costumes : Adelle Lutz
- Pays d'origine : États-Unis
- Format : Couleurs - 1,85:1 - Dolby - 35 mm
- Genre : Drame, romance
- Durée : 103 minutes
- Dates de sortie : 14 août 1998 (Norvège), 7 octobre 1998 (France), 24 février 1999 (Belgique)

## Distribution
- Harvey Keitel : Izzy Maurer
- Richard Edson : Dave Reilly
- Don Byron : Tyrone Lord
- Kevin Corrigan : l'homme au pistolet
- Mira Sorvino : Celia Burns
- Victor Argo : Pierre
- Peggy Gormley : le docteur Fisher
- Harold Perrineau Jr. : Bobby Perez
- Gina Gershon : Hannah
- Sophie Auster : Sonia Kleinman
- Vanessa Redgrave : Catherine Moore
- Mandy Patinkin : Philip Kleinman
- Greg Johnson : Stanley Mar
- David Byrne : l'homme en train de rire
- Holly Buczek : la fille mourante
- Willem Dafoe : Dr. Van Horn

## Autour du film
- Le tournage s'est déroulé du mois d'octobre au mois de décembre 1997 à Dublin et New York.
- Le rôle tenu par Mira Sorvino avait tout d'abord été proposé à l'actrice Juliette Binoche.
- Le personnage du docteur Van Horn avait été écrit pour le romancier Salman Rushdie, un bon ami de Paul Auster, mais à la suite de la fatwa proclamée contre lui par l'Ayatollah Rouhollah Khomeini, la production décida que les coûts nécessaires pour assurer sa protection étaient trop élevés, et le rôle fut confié à Willem Dafoe.

## Critiques
La critique et une grande partie du public ont considéré Lulu On The Bridge comme une œuvre décevante de la part de Paul Auster.

## Distinctions
- Nomination à la Pointe d'or, lors du Festival international du film de Valladolid en 1998.